# 15. kongres Občanské demokratické strany
15. kongres ODS se konal 4. - 5. prosince 2004 v Praze.

## Dobové souvislosti a témata kongresu
Kongres se odehrával jen pár týdnů po senátních volbách 2004 a krajských volbách 2004, které pro ODS dopadly úspěšně. V domácí politice kongres zopakoval kritiku na adresu vládní koalice ČSSD, KDU-ČSL a US-DEU (nyní vláda Stanislava Grosse), která podle ODS „vede k obrovskému zadlužování budoucích generací, vysoké míře nezaměstnanosti a daňového zatížení a zásadnímu ohrožení transformačního vývoje České republiky po roce 1989.“ V zahraničních otázkách kongres vyjádřil zásadní výhrady k návrhu Konventu o budoucnosti Evropy na evropskou ústavu. V personálních otázkách došlo k některým změnám. Předsedou zůstal Mirek Topolánek, 1. místopředsedou se stal Petr Nečas. Počet místopředsedů byl stanoven závazně na čtyři.

## Personální složení vedení ODS po kongresu
- Předseda - Mirek Topolánek
- 1. místopředseda - Petr Nečas
- Místopředsedové - Pavel Bém, Petr Bendl, Ivan Langer, Miroslava Němcová
- Výkonná rada ODS - Milan Balabán, Walter Bartoš, Miroslav Beneš, Rudolf Blažek, Jan Bürgermeister, Jiří Červenka, Vladimír Doležal, Hynek Fajmon, Zdeňka Horníková, Libor Ježek, Dan Jiránek, Vítězslav Jonáš, Jiří Kittner, Ivan Kosatík, Petr Krill, František Laudát, Miroslav Levora, Ladislav Libý, Jaroslav Mitlener, Ctirad Otta, Igor Poledňák, Zbyněk Stanjura, Ivo Strejček, Jiří Stříteský, Igor Svoják, Jiří Šulc, Pavel Tošovský, Milan Venclík, Vladislav Vilímec, Oldřich Vlasák, Tom Zajíček[1]